# Luca Curatoli
Luca Curatoli (ur. 25 lipca 1994 w Neapolu) – włoski szablista, srebrny medalista olimpijski i wielokrotny medalista mistrzostw świata.
W 2011 roku zdobył srebro w indywidualnej rywalizacji kadetów na mistrzostwach świata juniorów w Jordanii. Na mistrzostwach świata juniorów w Poreču dwa lata później zdobył srebro drużynowo. Ponadto na mistrzostwach świata juniorów w Płowdiwie w 2014 roku zdobył złoto indywidualnie i drużynowo.
Brał udział w igrzyskach olimpijskich w Tokio, gdzie razem z Aldo Montano, Luigim Samele i Enrico Berrè wywalczył srebrny medal w drużynie. Na tej samej imprezie zajął także 17. miejsce w rywalizacji indywidualnej. 
Wielokrotnie zdobywał medale mistrzostw świata w drużynie, w tym złoty na MŚ w Moskwie (2015), srebrny podczas MŚ w Wuxi (2018) oraz brązowe na MŚ w Lipsku (2017), MŚ w Budapeszcie (2019) i MŚ w Kairze (2022). Ponadto wywalczył brązowy medal indywidualnie - na MŚ w Budapeszcie (2019), ustępując jedynie Oh Sang-ukowi z Korei Południowej i Węgrowi Andrásowi Szatmáriemu.
Drużynowo zdobył również: srebrne medale ME w Montreaux (2015), ME w Toruniu (2016), ME w Tbilisi (2017) i ME w Nowym Sadzie (2018) oraz brązowy na ME w Düsseldorfie (2019). W turniejach indywidualnych zdobył srebro na ME w Antalyi (2022) i brąz na ME w Tbilisi (2017).
Ponadto wywalczył srebrny medal drużynowo na igrzyskach europejskich w Krakowie w 2023 roku.
Jego przyrodni brat, Raffaello Caserta, także był szermierzem.